# Château de Lustrac
Le château de Lustrac a été construit sur le territoire de la commune de Trentels, dans le département de Lot-et-Garonne. Le château permettait de surveiller le Lot et le moulin de Lustrac.

## Historique
Quand Édouard Ier reprend possession de l'Agenais, en 1279, après le traité d'Amiens, il va entreprendre, vers 1289, de rendre navigable le Lot pour faciliter le transport des marchandises du Quercy vers Bordeaux. Il fait construire onze barrages sur le Lot à la fin du XIIIe siècle dans le bailliage de Penne, sur un parcours de 22 kilomètres. Il a chargé son connétable à Bordeaux, d'Angolive, de mettre une somme de 10 000 livres à disposition de maître André pour mener à bien l'entreprise. La construction a été confiée à différents entrepreneurs. C'est ainsi qu'on voit les Lustrac se charger de la construction d'un barrage. Ces travaux commencés en 1291 vont être réalisés rapidement pour un coût qui n'a pas dépassé 4 000 livres. Ils vont être arrêtés en 1294 quand Philippe le Bel saisit l'Agenais pour ne le rendre, au roi d'Angleterre, qu'en 1303.
Mais en 1311, à la demande du roi d'Angleterre, une enquête est faite sur les barrages, par Guillaume Cazes, juge d'Agen. Pour accaparer les droits de péage, les seigneurs des environs ont fait construire à proximité des édifices fortifiés.
Foulques de Lustrac a construit le barrage en 1296 et le moulin auquel il a donné son nom sur la rive droite du Lot. Il s'appuie sur un de ces barrages qui est appelé dans l'enquête de 1311, tantôt de Mont-Navès, tantôt de Lamothe-Motriac. Le château a alors été construit pour contrôler le barrage et protéger le moulin. Lucile Bourrachot cite le castrum de Monfavès qui est mentionné en 1259 qui pourrait correspondre à ce site, mais sans preuves. Le château de Foulques de Lustrac devait se limiter à une tour dont on voit une baie trilobée et une baie jumelée.
La possession de ce moulin grâce aux droits de passage, de meunerie et de pêcherie a donné les moyens financiers à la famille de Lustrac pour s'élever, peu à peu, aux premiers rangs des seigneurs de l'Agenais.[réf. nécessaire]
En 1372, le duc d'Anjou donne 300 francs d’or à Bernard de Lustrac pour la fortification du château et du moulin.
Le château fut assiégé plusieurs fois.
Antoine I de Lustrac a donné sa forme actuelle au château entre la fin du XVe siècle et le milieu du XVIe siècle.
En 1597, à la mort de Marguerite de Lustrac, fille d'Antoine II de Lustrac (v.1490-1556), baron de Lustrac, seigneur de Gavaudun, de Goudourville, de Firmacon et de Ferrassou, marquis de Fronsac, et de Françoise Hélie de Pompadour (1496-1548) amie de Marguerite d'Angoulême, veuve de Jacques d'Albon, seigneur de Saint-André, maréchal de France, puis de Geoffroy de Caumont, le moulin et la seigneurie sont vendus par sa fille Anne de Caumont à la famille de Masparrault. Le site devient au XVIIe siècle la propriété des de Lespinette-Le-Mairat, puis, de la famille de Garrisson.
Jonathan de Garrisson, fils d'Isaac Garrisson bourgeois et membre de l'église réformée de Montauban, est célèbre pour sa grande fortune. Il a acheté la seigneurie de Lustrac à Jean-Louis de Lespinette-Le-Mairat le 22 décembre 1649. Il est seigneur de Rouêts et de Bressols, greffier en chef au bureau des finances de Guyenne, receveur des tailles de la généralité de Montauban, conseiller-secrétaire du roi, maison et couronne de France, et de ses finances. Le portail d'accès à la cour intérieur porte une pierre datée de 1651. Il décède le 13 février 1695 à Montauban. Dans son testament, ses filles, dame de Caussade et dame de Scorbiac, sont cohéritières.
Le château est resté la propriété de la famille de Scorbiac jusqu'à la Révolution. C'est probablement à ce moment-là que les tours sont découronnées.
Le château reste abandonné jusqu'à son rachat en 1891 par Joseph Meynot (1836-1899), ancien maire d'Agen. Une construction est édifiée contre la façade extérieure de l'aile ouest du château. Une scierie est installée dans la cour du château.
Le château est racheté en 1963, le moulin en 1973. Le château a été entièrement restauré et les tours surélevées.
Le château a été inscrit au titre des monuments historiques le 1er février 1988,.
Le site, comportant le château, le moulin, l'écluse, le village et la rive opposée située sur la commune de Trémons a fait l'objet d'une décision de protection en 1982.

## Famille de Lustrac
- Arnaud Bernard de Lustrac (vers 1235-1298),
  - Foulques de Lustrac (vers 1265, après 1311),
    - Bertrand I de Lustrac (1310-après 1355),
      - Bernard I de Lustrac (vers 1345-après 1398),
        - Bernard II de Lustrac (vers 1370-1428), marié à demoiselle de Lard,
          - Arnaud dit Naudonnet de Lustrac (vers 1395-1470), seigneur de Lustrac, de La Bastide, de Montmarès, de Montréal, de la Mothe-d'Anthé, de Lamothefey. et de Paulhiac, baron de Gavaudun et d'autres places, marié à Jeanne de Durfort, capitaine de Lauzerte en 1427, capitaine de Penne-d'Agenais en 1434, reçoit une lettre de rémission de Charles VII en 1442 [8],[9], rend hommage pour Lustrac le 20 février 1469, 
            - François Ier de Lustrac (baptisé en 1425-†1474/80) marié vers 1460 à Jeanne de Beynac, 
              - Antoine Ier de Lustrac (vers 1462-après 1507), marié en 1480 avec Catherine de Durfort, dame de Gouderville,  
                - Antoine II de Lustrac (vers 1485-1556) marié en 1524 avec Françoise Hélie de Pompadour (1496-1548)[10], qui a été mariée à Galiot de Lastours, troisième fille d'Antoine Ier Hélie de Pompadour, vicomte de Comborn, et de Catherine de La Tour d'Oliergues, a hérité de Lustrac à la mort de son père, 
                  - Marguerite de Lustrac (†1597)[11] a hérité de la seigneurie à la mort de son père. Mariée en premières noces avec Jacques d'Albon, seigneur de Saint-André, maréchal de France, puis avec Geoffroy de Caumont, seigneur et baron de Caumont, dont elle eut une fille unique, Anne de Caumont (1574-1642), comtesse de Saint-Pol, qui a vendu la seigneurie de Lustrac.

Bertrand de Lustrac (1465-1511), frère d'Antoine I de Lustrac est abbé commendataire de l'abbaye de Saint-Maurin où il fait bâtir le logis abbatial. Il transmet l'abbaye à Jean de Lustrac, fils d'Antoine I de Lustrac, qui sera nommé évêque de Périgueux en 1548.
La famille de Lustrac s'est divisée en trois branches, celles de Canabazès (ou Canabazes), de Losse et de Lias (Lias-d'Armagnac),. La branche de Canabazès est issue de :
- François Ier de Lustrac et de Jeanne de Beynac. 
  - Jean II de Lustrac de Canabazès. Il est de frère d'Antoine I de Lustrac et de Bertrand de Lustrac. Il est marié à Anthonie de Luc de La Martinie, 
    - Anthoine ou Antoine III de Lustrac de Canabazès, marié à Jeanne d'Aspremont, 
      - Jean de Lustrac de Canabazès marié en 1584 à Marthe de Montesquiou de Devèze,
        - Charles de Lustrac de Canabazès (mort avant 1658), seigneur de Canabazès, de La Martinie, du Bousquet et d'autres places, baron de Lustrac, marié en 1616 avec Antoinette de La Crompe[14],
          - Anthoine ou Antoine IV de Lustrac de Canabazès, seigneur de Canabazès, de La Martinie et d'autres lieux, marié en 1659 avec Françoise de Boissonnade d'Orty,
            - Anthoine ou Antoine V de Lustrac de Canabazès, seigneur de Canabazès et de La Martinie, baron de Canabazès et de La Martinie, marié en 1692 avec  Marie Catherine de Fumel,
              - François de Lustrade (mort le 22 juin 1793), baron de Lustrac, comte de Canabazès, seigneur de Labastide, de La Martinie, de Saint-Pardoux et d'autres places, marié en 1767 avec Anne-Marguerite de Montalembert,
                - Henri Ignace de Lustrac de Canabazès (1773-1859), il émigre en 1791, se marie en 1804 avec  Louise d'Angeros de Castelgaillard

      - Louis de Lustrac (1547-avant 1585), baron de Losse, marié à Isabeau de Gensac,
        - Jean de Lustrac de Losse marié en 1610 avec Jeanne de Preissac
          - Jean Bernard de Lustrac de Losse (mort en 1667), baron de Losse, marié en 1644 avec Isabeau de Goulard
            - Jean Louis de Lustrac de Losse (mort après 1683), baron de Losse, marié en 1670 avec Louise Coquet
              - Bertrand de Lustrac de Losse (mort avant 1730)

          - Charles de Lustrac de Losse (mort en 1648), seigneur de La Barthe, marié en 1615 avec Anne de Berrac,
            - Jean de Lustrac (mort avant 1679), baron de Lias, co-seigneur de Saint-Orenx, marié en 1651 avec Anne de Saint-Aubin, fille de Jean de Saint-Aubin, baron de Lias
              - Charles de Lustrac, seigneur de Lias, baron de Lias, marié en 1679 avec Marie du Léon

(...)
Une branche subsistante de cette famille est membre de la noblesse française, elle a été anoblie (légitimation) en 1514.

## Architecture

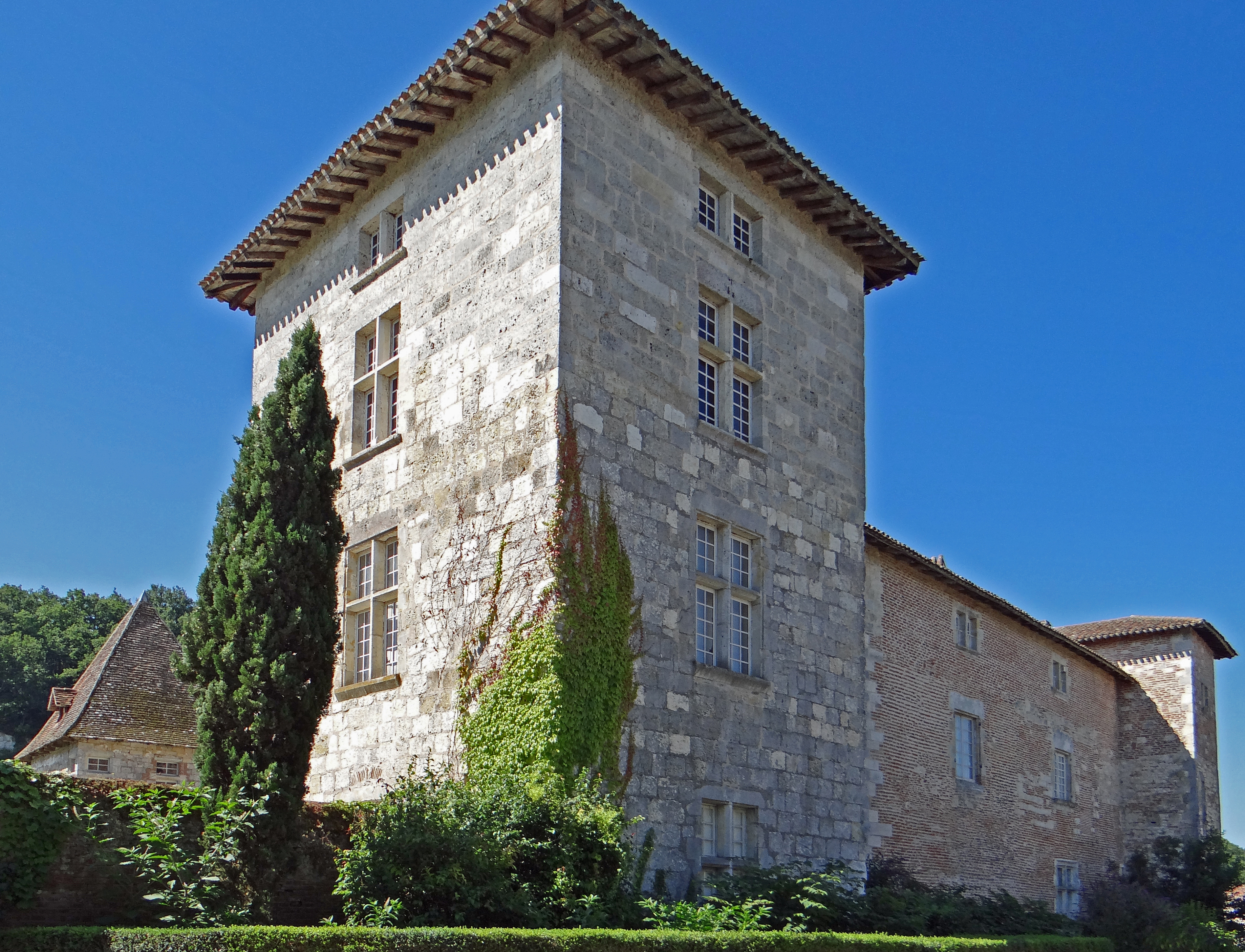
Façade nord du château de Lustrac.
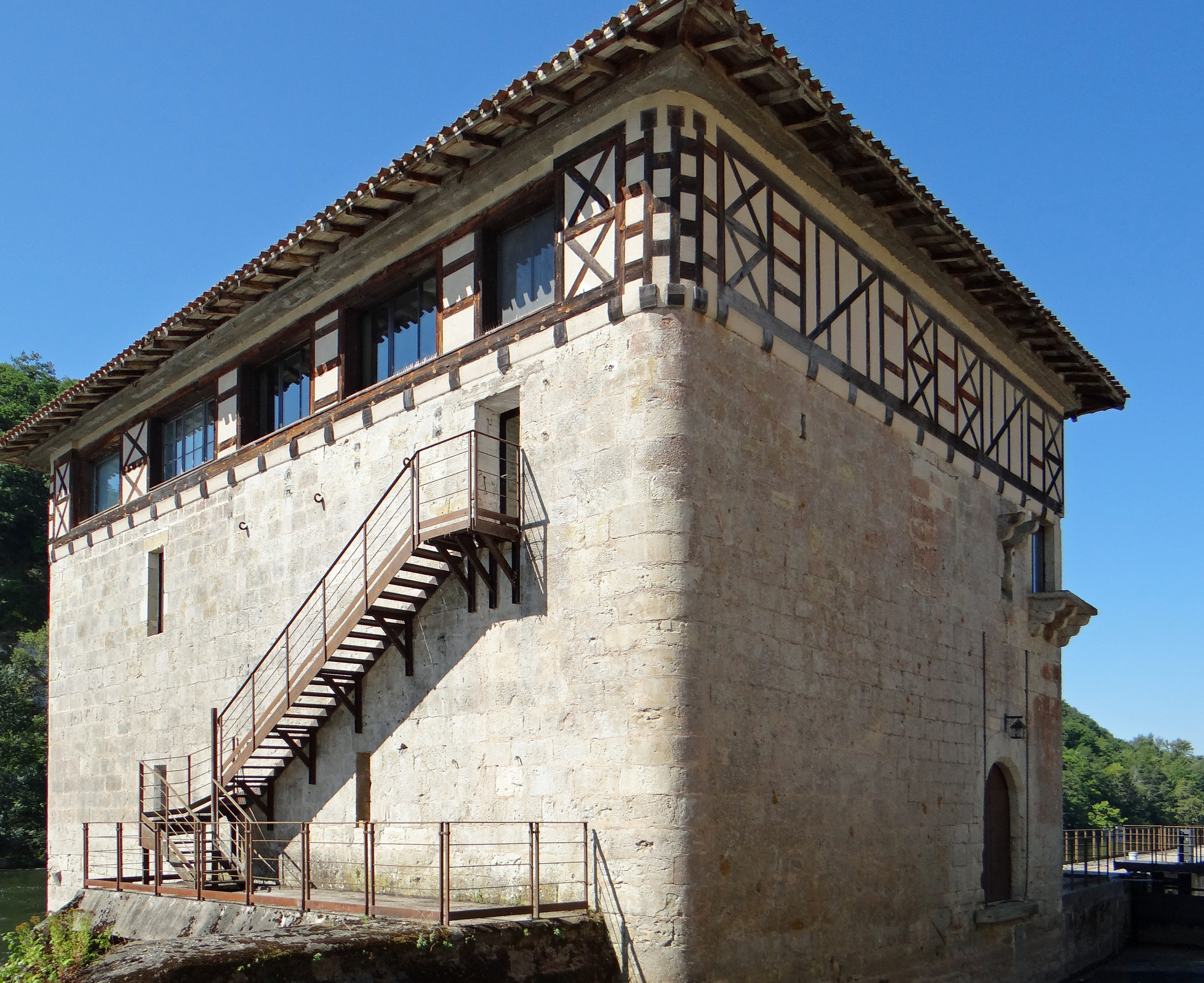
Moulin.
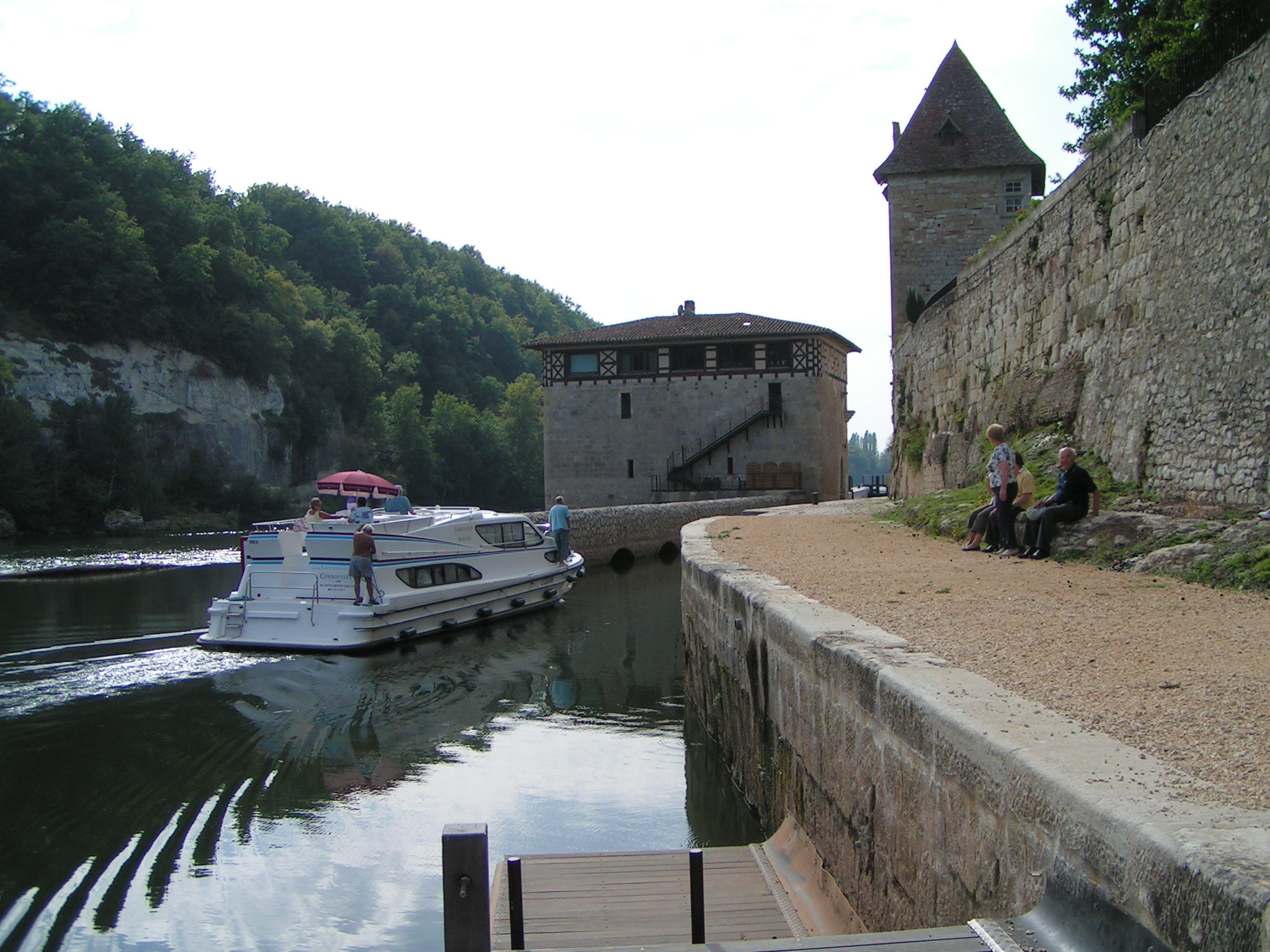
Écluse.

#### Bases de données et dictionnaires
- Ressource relative à l'architecture :   - Mérimée
- Notices d'autorité :   - VIAF